# Айона
Айо́на (устар. Иона, англ. Iona, гэльск. Ì Chaluim Chilleо файле) — остров в архипелаге Внутренних Гебридских островов, на западе Шотландии. Расположена на территории округа Аргайл-энд-Бьют. Лежит в полутора километрах от острова Малл, с которым связан паромной переправой. Население острова составляет 177 человек (2011). Размеры острова: 5,6 км × 1,6 км.

## Этимология
Название в переводе с гэльского — Остров святого Колумбы. Известен прежде всего своим аббатством, основанным Колумбой.

## История
В 563 году ирландский монах Колумба, вместе с двенадцатью товарищами основал на острове монастырь. Это был первый шаг на пути обращения язычников, населявших Шотландию и северную Англию, в христианство. Слава об острове как об оплоте христианского учения разнеслась по всем уголкам Европы, и вскоре Айона стал центром религиозного паломничества.
Одним из обитателей монастыря был святой Курвин.
Считается, что в конце VIII века в скриптории монастыря Айоны была создана (полностью или частично) знаменитая Келлская книга — один из самых щедро украшенных миниатюрами и орнаментами манускриптов эпохи раннего Средневековья. В 806 году Айона подвергся нападению викингов, которые разграбили основанную Колумбой монашескую общину.
В 1203 году на острове был основан женский августинский монастырь, первой настоятельницей которого стала Бетаг, дочь Сомерледа, короля Островов.
Остров был не только важным религиозным центром, но и местом погребения королей Дал Риады и их потомков, древних королей объединённой Шотландии — Дональда II, Малькольма I, Дункана I, Макбета и Дональда III.
В 1609 году на острове был подписан так называемый Статут Айоны — соглашение о повиновении горных кланов королю Шотландии Якову VI и шотландским законам.

## Население
| 2001 | 2011 |
| ---- | ---- |
| 125  | ↗177 |

## В искусстве
- История и название острова послужили основой для первого альбома музыкальной группы Iona.
- Остров Ионы и его монастырь упоминаются в анимационном фильме «Тайна Келлс» (англ. The Secret of Kells) (2009), в центре сюжета которого — история спасения и завершения Келлской книги в начале IX века.